# Giulio Taddeo Guasco
Venerabile Giulio Taddeo Guasco, al secolo Alessandro Guasco (Alessandria, 6 ottobre 1590 – 19 marzo 1660), è stato un religioso e presbitero italiano, appartenente all'Ordine dei frati minori cappuccini prima, e alla Congregazione camaldolese poi, viene commemorato dal menologio camaldolese il 19 marzo.

## Biografia
Giulio Taddeo nacque ad Alessandria il 6 ottobre, il 18 ottobre fu battezzato nella chiesa di santo Stefano in Bergoglio dal duca Gerolamo Bonelli, marchese del Bosco, nipote di papa Pio V. Appartenne all'antica e nobile famiglia alessandrina dei Guasco, suo padre Francesco (*? †1606) era membro del ramo dei marchesi di Solero della famiglia Guasco, sua madre Barbara Tornielli era figlia del conte di Briona Manfredo. Un avo di Giulio Taddeo, Alessandro Guasco, qualche generazione antecedente e sempre nello stesso ramo dei marchesi di Solero, fu uno dei vescovi di Alessandria.
L'improvvisa morte di suo padre lo lasciò erede di ingenti ricchezze ma sopraffatto dalla vocazione verso la vita monastica, all'età di 22 anni, nel 1612, rinunciò al mondo a favore di suo fratello Guarnerio e divenne un cappuccino con il nome di fra' Carlo d'Alessandria. L'anno successivo fece la sua professione solenne a Piacenza.
Durante i 22 anni in cui visse in quel rigido monastero conducendo una vita pura, umile e penitente, progredì nella santità. Attraverso uno studio instancabile, non solo divenne un teologo erudito, ma anche un oratore molto eloquente. Alla ricerca di una maggiore solitudine, Giulio Taddeo vide che quella del suo chiostro non era sufficiente e ottenne l'ammissione alla congregazione degli eremiti camaldolesi in Toscana. Nei primi due mesi ottenne il permesso di vivere in clausura, cosa insolita concessa in genere solo dopo cinque anni di professione. Assunse il nome di Giulio Taddeo il 29 aprile 1681.
Su richiesta di Carlo I Gonzaga, duca di Mantova, si trasferì al nuovo eremo della Fontana nella stessa città, dove rimase in clausura per 26 anni, ad eccezione delle ore in cui confidava con Caterina di Lorena, la duchessa consorte che gli aveva affidato la direzione spirituale. La duchessa aveva una tale venerazione per Guasco che fece costruire a sue spese una cella per la sua dimora, dedicata a san Paolo. Giulio Taddeo crebbe rapidamente nell'opinione dei mantovani come un santo. Istituì le preghiere per i moribondi e scrisse un libro apposito che rimase per lungo tempo nella biblioteca dell'eremo. Negli annali camaldolesi si trova un elogio di questo grande servo di Dio.
Giulio Taddeo morì il 19 marzo di 69 anni. Il suo corpo fu posto nel luogo in cui solitamente si riuniva il Capitolo, ma fu successivamente spostato durante la costruzione del nuovo Capitolo e riposto nella cappella del santo Rosario nel duomo di Mantova. La Chiesa di Roma lo ha dichiarato venerabile.